# Egyiptom hívójelkörzetei
Egyiptom jelenleg (2024) nincs felosztva hívójelkörzetekre.
A Egyiptom számára az ITU a 6[A..B], S[S,U] hívójelprefixet határozta meg.
| Prefix  | Körzet | Hely/jelleg                                                      | ITU zóna | CQ zóna | 1 szintű QTH lokátor |
| ------- | ------ | ---------------------------------------------------------------- | -------- | ------- | -------------------- |
| 6[A..B] | [0..9] | Egyiptom                                                         | 38       | 34      | KM, KL               |
| SS      | [0..9] | Egyiptom                                                         | 38       | 34      | KM, KL               |
| SU      | [0..9] | Egyiptom                                                         | 38       | 34      | KM, KL               |
| MD      | 5      | Az Egyesült Királyságtól való gyarmati függés idején használták. | 38       | 34      | KM, KL               |
| ME      | 5      | Az Egyesült Királyságtól való gyarmati függés idején használták. | 38       | 34      | KM, KL               |

## Lajstromjel
Vízi és légi járművek lajstromjelezéséhez az SU prefixet használják.